# Hypsiboas rosenbergi
Hypsiboas rosenbergi és una espècie de granota que viu a Colòmbia, Costa Rica, Equador i Panamà.